# Chrysopodes
Chrysopodes är ett släkte av insekter. Chrysopodes ingår i familjen guldögonsländor.

## Dottertaxa tillChrysopodes, i alfabetisk ordning[1]
- Chrysopodes adynatos
- Chrysopodes albopalpis
- Chrysopodes apurinus
- Chrysopodes breviatus
- Chrysopodes circumfusus
- Chrysopodes collaris
- Chrysopodes conisetosus
- Chrysopodes copius
- Chrysopodes costalis
- Chrysopodes crassinervis
- Chrysopodes crassipennis
- Chrysopodes crocinus
- Chrysopodes delicatus
- Chrysopodes diffusus
- Chrysopodes divisus
- Chrysopodes duckei
- Chrysopodes elongatus
- Chrysopodes escomeli
- Chrysopodes figuralis
- Chrysopodes flavescens
- Chrysopodes gonzalezi
- Chrysopodes indentatus
- Chrysopodes inornatus
- Chrysopodes jaffuelinus
- Chrysopodes jubilosus
- Chrysopodes karinae
- Chrysopodes laevus
- Chrysopodes limbatus
- Chrysopodes lineafrons
- Chrysopodes mediocris
- Chrysopodes nebulosus
- Chrysopodes nevermanni
- Chrysopodes nigripilosus
- Chrysopodes nigropictus
- Chrysopodes nosinus
- Chrysopodes oswaldi
- Chrysopodes parishi
- Chrysopodes placitus
- Chrysopodes polygonicus
- Chrysopodes porterinus
- Chrysopodes poujadei
- Chrysopodes pulchellus
- Chrysopodes spinellus
- Chrysopodes tetiferus
- Chrysopodes tristellus
- Chrysopodes varicosus
- Chrysopodes victoriae